# 歷基尼亞體育俱樂部
歷基尼亞體育俱樂部，为区分其他同名俱乐部常称为雷克雅未克莱克尼尔，是一个位於冰島雷克雅未克的体育俱乐部，其男子足球队曾在冰島足球超級聯賽参赛。

## 荣誉

### 聯賽
- 冰島甲組足球聯賽
  - 冠軍 (1): 2014[1]
- 冰島乙組足球聯賽
  - 冠軍 (1): 2005[2]
- 冰島丙組足球聯賽
  - 亞軍 (1): 2003[3]

### 盃賽
- Reykjavíkurmótið  (雷克雅未克杯)
  - 冠軍 (1): 2013[4]
- Deildarbikarkeppni KSÍ - B deild  (聯賽杯 - B級)
  - 冠軍 (1): 2005[5]

## 外部連結
- 官方网站  （冰岛语）